# Jan Bervida
Jan Bervida (4. září 1893 Radkov – 26. ledna 1962 New York, USA) byl český letecký odborník působící v předsednictvech mezinárodních organizací FAI, ICAN a ICAO. Významně se zasloužil o vybudování československého civilního letectví v letech 1927–1939 a 1945–1948.

## Začátky
Po absolvování maturity na c. k. Státní české reálce v Táboře v roce 1913 odešel do Prahy na studium ČVUT. V roce 1914 nastoupil coby „jednoroční dobrovolník“ na východní frontu v hodnosti kadet aspirant. Za bojů na východní frontě upadl 27. května 1915 do ruského zajetí. Po vytvoření čs. legií vstoupil v roce 1918 do tohoto armádního útvaru, se kterým pak vojín a později starší ohněstrůjce vlaku Orlík podstoupil anabázi přes Vladivostok a USA do vlasti. Poté dostudoval ČVUT (obor strojnictví a letecká technika) a získal akademický titul inženýr. Pracoval v leteckých závodech ČKD – Letňany u Prahy a v roce 1925 se seznámil s Tomášem Baťou. Jan Bervida společně s vedením Baťova obuvnického koncernu viděli v civilním dopravním letectví budoucnost světa.
V roce 1928 se v Praze oženil s Barborou Horáčkovou.

## Letiště v každém okresním městě
Netrvalo dlouho a k oběma vizionářům (Baťa–Bervida) se připojila další osobnost a sice nadaný československý diplomat Hugo Vavrečka (dědeček Václava Havla z matčiny strany). Tento „trojlístek“ byl doslova posedlý myšlenkou zakládat v každém okresním městě ČSR letiště a nebo alespoň upravovat k tomu hodící se travnaté plochy k přistávání dopravních letadel. Další revoluční myšlenkou v daném směru byla představa Bervidy o masovém vytváření tzv. „plachtařských aviačních klubů“ na celém území tehdejší ČSR. Inovační myšlenky Bervidy vedou Baťu a Vavrečku k tomu, že Bervida se musí dostat do vedení československého leteckého dopravního průmyslu.

## Ministerstvo veřejných prací
Koncem roku 1926 vede Tomáš Baťa intenzivní rozhovory s tehdejším ministrem veřejných prací, Václavem Roubíkem a začátkem roku 1927 s jeho pozdějším nástupcem Ludwigem Czechem. Dne 1. července 1927 nastupuje Bervida na Ministerstvo veřejných prací ve funkci „technického komisaře letecké výkonné služby“. Dne 20. srpna 1929 je jmenován „Vrchním ministerským komisařem[zdroj⁠?!] ve výkonné službě ministra civilního dopravního letectva“.[zdroj⁠?!] Ve dnech 12. a 13. října 1931 byla na letišti ve Kbelích předváděna letadla továrny Blackbourn Aeroplane Company. Během letových ukázek letounů Blackbourne Seegrave, Blackbourne Lincock a Blackbourne Bluebird bylo uskutečněno několik letů, jichž se zúčastnili rovněž zástupci úřadů, mezi nimiž byl i odborný rada ing. Bervida, vrchní ministerský komisař. Na II. sjezdu plachtových odborů Masarykovy letecké ligy (MLL), která se konala 15. října 1932 v místnostech Aeroklubu RČs., byl vrchní komisař z ministerstva veřejných prací (MVP) ing. Bervida jmenován technickým referentem. Vrchní ministerský komisař MVP ing. Bervida, člen předsednictva (správního výboru) Aeroklubu RČs. zastupoval společně s generálním tajemníkem Kopeckým ARČs. na zasedání mezinárodní komise pro leteckou soutěž Challenge International, které se konalo ve Varšavě. Byl přítomen za ministerstvo veřejných prací i slavnostnímu uvítání vedoucích osobností sovětského Aeroflotu, které se uskutečnilo 30. října 1935 při příležitosti uvedení do letového řádu nové linky ČSA a Aeroflotu Praha-Moskva. Zastupoval AKRČs na zasedání generální rady mezinárodní letecké asociace FAI v Paříži, které se uskutečnilo 16.-17. ledna 1936. Také byl členem delegace MLL, kterou 7. března 1936 přijal na Pražském hradě prezident Dr. Edvard Beneš. Následují den 8. března byl Bervida na X. sjezdu MLL zvolen I. jednatelem MLL. Jako 1. jednatel v květnu 1937 sestavil Program Ústředního plachtařského výboru MLL na rok 1937, kde mj. zdůraznil nutnost systematického vyhledávání nových, místních letišť. Koncem května se jako oficiální zástupce ČSR zúčastnil mezinárodního plachtařského sjezdu ISTUS v Salzburgu. V červnu 1937 byl za AKRČs. delegátem kongresu Mezinárodní letecké federace FAI v Londýně.  Rozhodnutím prezidenta republiky ze dne 14. srpna 1937 bylo přednostovi leteckého odboru MVP (odd. 13c) ing. Janu Bervidovi, jednateli AKRČs, předsedovi technického výboru klubu a zástupci čs. sportovního letectví ve FAI, propůjčeno místo odborného rady ve 4. platové stupnici. V této funkci zůstává do roku 1939. Ještě v březnu 1939 zveřejnil časopis Letectví jeho  "burcující" článek k nezbytnému rozvoji čs. letectví. "Naše civilní letectví jest tudíž nezbytně nutno již dnes co nejúčelněji budovati, aby mohlo splniti svůj národní úkol".

### Tzv. Bervidova aktivní útočná obrana republiky
V době zvýšeného ohrožení ČSR, v roce 1938, byl jmenován armádním generálem v záloze.
Již předtím, v lednu 1937, předložil Bervida Ministerstvu obrany, pod vedením generála Jana Syrového, koncept tzv. Útočné obrany republiky.[zdroj⁠?!] Pro nedostatek motorových výsadkových letadel, ve srovnání s nacistickým Německem, navrhoval Bervida použití speciálně upravených, vícesedadlových kluzáků, které by, např. v noci, mohly lehce uniknout bdělému oku protiletadlové obrany nepřítele, neboť na rozdíl od výsadkových motorových strojů byly bezhlučné. Ministerstvo obrany koncepci odmítlo, neboť pro ni nenašlo využití a obávalo se, že nepřítel by se kluzáků snadno zmocnil a použil je sám.
Podobnou koncepci mělo v téže době i Německo. V roce 1936 již existoval projekt a maketa devítimístného kluzáku DFS 230, který byl vyroben a zalétán v roce 1937 a první úspěšný výsadkový útok (40 kluzáků) provedl v květnu 1940.
Bervidovu strategii vojenských kluzáků předložil britskému válečnému letectvu šéf československé výzvědné služby, generál František Moravec[zdroj⁠?!], již začátkem 2. světové války. Britské velení použilo v průběhu války kluzáky ve větším počtu ve dvou obřích výsadkových operacích: vylodění v Normandii a operaci Market-Garden.

### Doba nesvobody 1939–1945
Jan Bervida zůstal až do okupace ČSR v roce 1939 šéfem československého civilního letectví. Nacističtí okupanti jej, coby bývalého legionáře v Rusku, okamžitě suspendovali. Jeho nejbližší spolupracovník František Nečas (generální ředitel Československých aerolinií) byl dokonce popraven. Jan Bervida působil v letech 1939-45 jako profesor na Střední průmyslové škole v Praze. V té době byl několikrát předvolán a vyslýchán gestapem. V posledních měsících války byl zatčen a obviněn ze spolupráce čs. londýnskou exilovou vládou. Skončením války v květnu 1945 již k připravovanému procesu nedošlo.

## Doba poválečná a emigrace
Velmi důležitou funkcí předsedy sportovní komise AKRČs (tehdy ještě jako Český národní aeroklub) byl hned po zahájení činnosti klubu pověřen přednosta leteckého odboru ministerstva dopravy odborný rada (též citovaný jako sekční šéf) ing. Jan Bervida, dlouholetý spolupracovník všech leteckých organizací a budovatel sportovního letectví. Hned v 1. čísle obnoveného časopisu Letectví měl Bervida úvodní článek Program civilního letectví. Při příležitosti úspěšné homologační zkoušky prvního čs. poválečného motoru Walter Minor 4-III se 9. února 1946 v továrně Walter konala slavnost. Za vládu republiky se slavnosti zúčastnil náměstek min. předsedy Kl. Gottwald, dále ministr průmyslu B. Laušman, v zastoupení ministra národní obrany L. Svobody velitel voj. letectví divizní generál A. Vicherek, v zastoupení ministra dopravy odborový přednosta Ing. Jan Bervida, za ÚRO poslanec Augustin Kliment, za pražskou obec náměstek primátora Dr. V. Vacek a další. V úvodu uvítal hosty předseda závodní rady D. Šmíd, zástupkyně žen a zástupce mládeže. O výrobním programu závodu pak promluvil člen národní správy ředitel Ing. František Nušl. Ing. Bervida ve svém projevu naznačil cesty, jak se musí čs. letecký průmysl ideově a hospodářsky osamostatnit, protože nesmí být závislý na licencích a dovozu. Ustavující valné shromáždění znovu obnoveného Aeroklubu republiky československé se konalo v pražském Obecním domě 20. října 1946. Jednání zahájil předseda přípravného výboru ing. Jan Bervida. Následně byl ing. Bervida zvolen členem čestného předsednictva AKRČs a předsedou sportovní komise. Na prvním řádném shromáždění Aeroklubu RČs 30. března 1947 byl ing. Bervida zvolen III. místopředsedou klubu. Na podzim 1947 (20. září) se konalo valné shromáždění FAI v Ženevě. Poprvé v jeho historii byl zástupce Československa zvolen místopředsedou (viceprezident) - ing. Jan Bervida. Současně byl zvolen i do sportovní komise FAI.
Po květnu 1945 se Jan Bervida dostává do funkce šéfa československého civilního letectví.[zdroj⁠?!] Ministerstvo veřejných prací je nahrazeno Ministerstvem dopravy. Jeho služební titul zní: Náměstek ministra. Vedoucí sekce civilního letectví. Koncem roku 1947 ho prezident Edvard Beneš povolává k sobě s upozorněním, že má důvěrné zprávy od generála Moravce, že se Sověti připravují ho unést do Moskvy[zdroj⁠?!], aby se nedostal do rukou Američanů. Prezident doporučuje jeho okamžitou emigraci do Paříže. Posléze se však zjistí, že komunistický ministr vnitra, Václav Nosek, zrušil platnost Bervidova cestovního pasu.[zdroj⁠?!]
Do podzimu 1950 bylo zatčeno, uvězněno a obviněno 9 osob (včetně již emigranta ing. Jana Bervidy v nepřítomnosti), z toho 5 zaměstnanců Motorletu. Podle Zákona na ochranu lidově demokratické republiky č. 231/1948 a zákona o Státním soudu byla zpracována žaloba podaná Státní prokuraturou dne 6. ledna 1951 ke Státnímu soudu. Měla celkem osm stran a začínala slovy: „proti naší republice nevedou útoky jenom západní imperialisté a jejich spojenci, kteří ztratili u nás své továrny, velkostatky, a tedy možnost vykořisťovat a žít z bezpracných zisků, ale také pokorní sluhové bývalých kapitalistických pánů“. Kladla obviněným za vinu velezradu, rozvracení lidově demokratického zřízení a hospodářské soustavy republiky, vyzvídání a vyzrazení státního tajemství cizí moci (tehdy už emigrant Ing. Jan Bervida) na letecké výstavě v Paříži v květnu 1949, také kontakty s Titovou Jugoslávií (v souvislosti prodejem licence jinonického motoru Walter Minor 6-III) po 29. červnu 1948 jako nepřátelským státem (po roztržce Stalin-Tito), a dále sabotáž. Ing. Jan Bervida byl veden od 9. března 1958 v Evidenci zájmových osob StB (EZO) pod spisovými značkami H-416-SU a H-416. Ze samotného záznamu v EZO nelze ve většině případů dohledat konkrétní důvod, proč dotyčnou osobu StB evidovala.
V letech 1948–1961 pracuje Jan Bervida v ústředí newyorské a montrealské ICAO[zdroj⁠?!] a současně je členem vedení Council of Free Czechoslovakia (Rada svobodného Československa).[zdroj⁠?!] V lednu 1962 umírá v jedné z newyorských nemocnic náhle na rakovinu.

### Knihy
- Bervida, Jan / Fajfr, Jaroslav: „Naše křídla“, Praha 1939.
- Berwid-Buquoy, Jan: „60 let od zahájení leteckého provozu na letišti Tábor-Čápův dvůr“, ČIMS, Info, Tábor 2006.
- Československé dokumentační středisko: „Pracovní heslář. Encyklopedie československého exilu“, Praha 2005.
- Doubek, Oldřich: „Ikarové bez legend a bájí“, Praha 1986.
- Mejstřík, Jiří: „Češi ve světě. Lexikon krajanů, kteří se ve světě neztratili“ (dvojjazyčně – čeština, angličtina), ISBN 80-242-0311-1 Praha 2000.
- Pejskar, Jožka: „Poslední pocta“, svazek 3, US Congress Library, Baltimore, Maryland, USA 1989.

### Novinové články
- Drnek, Bedřich: Návštěva na Rané. President republiky a ministr letectva mezi plachtaři, Národní politika, 7. 5. 1934
- Bervida, Jan, ing.: Naše letectví, Letec, Vol. 15, No. 2 (1939-03-10), s. 29-31
- Hodinová-Spurná, Anežka: Bervidova letka? Co tomu řekne náš lid?, Rudé právo 28. 5. 1946.
- Kolár, F. J.: Soukromý „plán“ na dovoz letadel po 60 mil. Kčs – Bervidův komplot proti znárodněnému hospodářství a dvouletému plánu, Rudé právo, 11. 1. 1947.
- Kolář, Vít: Letadla vzlétají z „Čápáku“ již šedesát let, Palcát, 28. 6. 2006.
- Kopecký, Jan: Jen několika slovy – „Hurá na Bervidu!“, České slovo, 14. 1. 1947.
- Šatrová, Alena: Prastrýc Jana Berwidy-Buquoye miloval aera. Během oslav výročí založení táborského letiště se vzpomínalo na léta dávno minulá. Na zámku Jana Berwidy-Buquoye, Táborské Listy 27. 6. 2006.